# Хелмжа (гміна)
Гміна Хелмжа (пол. Gmina Chełmża) — сільська гміна у північній Польщі. Належить до Торунського повіту Куявсько-Поморського воєводства.
Станом на 31 грудня 2011 у гміні проживало 9674 особи.

## Площа
Згідно з даними за 2007 рік площа гміни становила 178.72 км², у тому числі:
- орні землі: 89.00%
- ліси: 1.00%

Таким чином, площа гміни становить 14.53% площі повіту.

## Населення
Станом на 31 грудня 2011:
| Опис     | Загалом | Загалом | Чоловіки | Чоловіки | Жінки | Жінки |
| -------- | ------- | ------- | -------- | -------- | ----- | ----- |
| одиниця  | осіб    | %       | осіб     | %        | осіб  | %     |
| все      | 9674    | 100     | 4838     | 50.01    | 4836  | 49.99 |
| міське   | 0       | 100     | 0        |          | 0     |       |
| сільське | 9674    | 100     | 4838     | 50.01    | 4836  | 49.99 |

## Сусідні гміни
Гміна Хелмжа межує з такими гмінами: Хелмжа, Кієво-Крулевське, Ковалево-Поморське, Лісево, Луб'янка, Лисоміце, Папово-Біскупе, Плужниця, Вомбжежно.